# Patriots’ Day
Der Patriots’ Day (offiziell Patriots’ Day in Massachusetts und Wisconsin, deutsch Tag der Patrioten bzw. Patriot’s Day in Maine, deutsch Tag des Patrioten) ist ein staatlicher Feiertag in den US-amerikanischen Bundesstaaten Massachusetts, Wisconsin und Maine. Er ist seit 1969 auf den dritten Montag im April festgelegt und erinnert an den Jahrestag der Gefechte von Lexington und Concord am 19. April 1775, die zu den ersten Schlachten des Amerikanischen Unabhängigkeitskriegs zählen. Der 19. April ist auch in Florida als „historisch wichtiger Tag“ im Gesetz verankert, den jeder zu feiern aufgerufen ist, jedoch nicht als offizieller Feiertag.

## Begleitende Ereignisse
Die Gefechte werden jährlich in Lexington und Concord nachgestellt, was regelmäßig viele Schaulustige und Touristen anzieht. Ein Höhepunkt ist dabei der nachgestellte Ritt von Paul Revere und William Dawes von Lexington nach Concord.
In Boston findet jährlich anlässlich des Feiertages der Boston-Marathon statt, daher ist der Feiertag dort auch als Marathon Monday bekannt. Im Jahr 2013 wurde das Sportereignis von einem Anschlag überschattet.
Die Spiele der Boston Red Sox werden seit 1959 so gelegt, dass sie am Patriots’ Day ein Heimspiel im Fenway Park haben.